# Кљак
Кљак (слч. Kľak) насељено је мјесто са административним статусом сеоске општине (слч. obec) у округу Жарновица, у Банскобистричком крају, Словачка Република.

## Становништво
| Година:    | 1994. | 2004.   | 2014.   | 2024.    |
| ---------- | ----- | ------- | ------- | -------- |
| Број људи: | 251   | 242     | 218     | 168      |
| Разлика:   |       | -3,58 % | -9,91 % | -22,93 % |

| Година:    | 2023. | 2024.   |
| ---------- | ----- | ------- |
| Број људи: | 170   | 168     |
| Разлика:   |       | -1,17 % |

Према подацима о броју становника из 2011. године насеље је имало 237 становника.